# Jadwiga Wiśniewska (aktorka)
Jadwiga Wiśniewska (ur. 8 sierpnia 1878 w Smołdyrowie, zm. 9 stycznia 1944 w Skolimowie) – polska aktorka teatralna.

## Życiorys

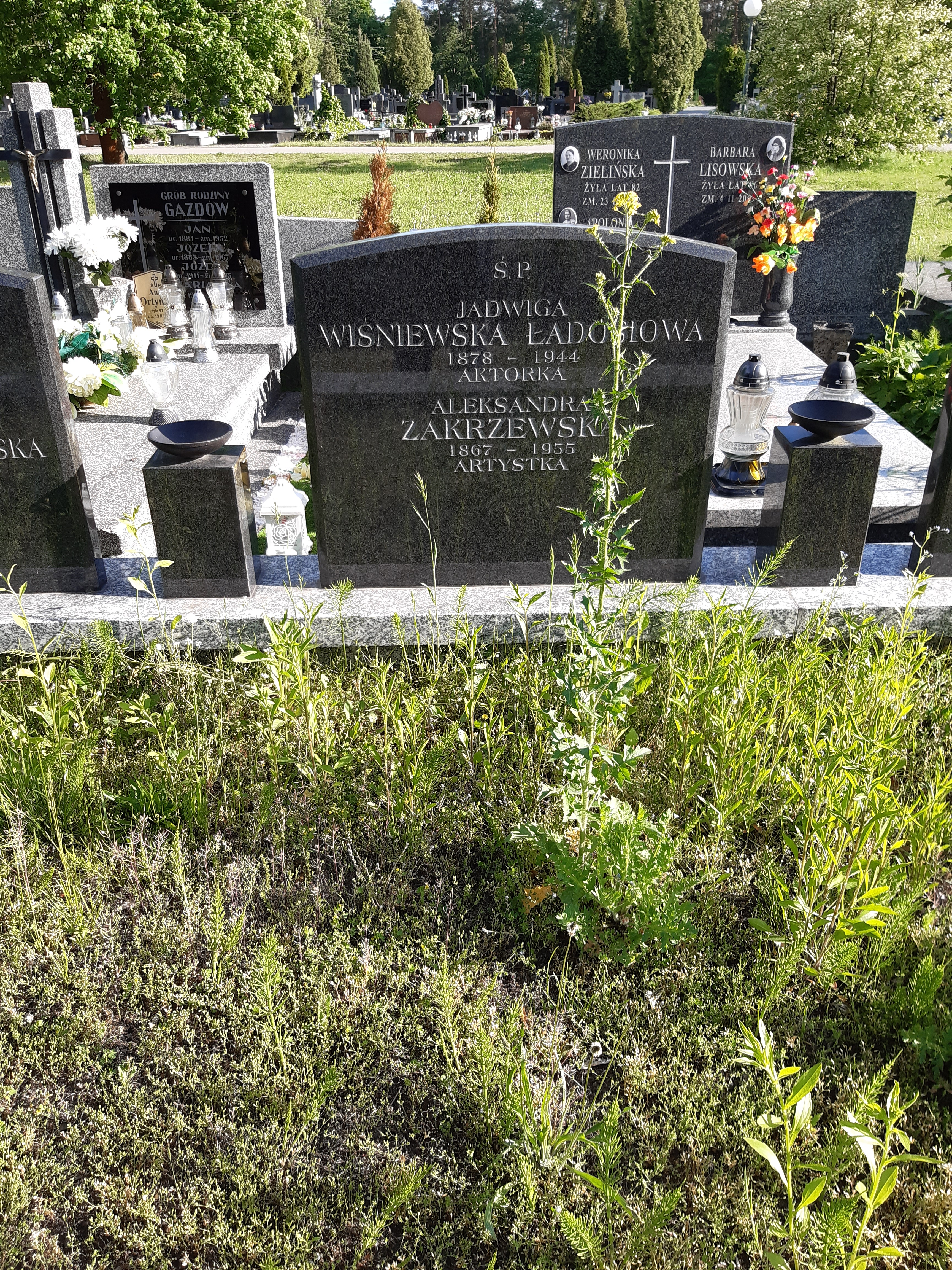
Grób Jadwigi Wiśniewskiej na cmentarzu parafialnym w Skolimowie

W młodości uczyła się gry na fortepianie, m.in. u Karola Mikulego. Na scenie debiutowała w 1898 roku w Poznaniu i grała tam do 1900 roku. W tymże roku wraz z zespołem łódzkiego Teatru Ludowego występowała w Łodzi i Lublinie, a następnie była aktorką lubelskiego Teatru Letniego. W latach 1900–1910 należała do zespołu teatralnego kierowanego przez męża, Czesława Wiśniewskiego (Ładosia), z którym występowała w m.in. w Płocku, Lublinie (1905-06), Siedlcach, Radomiu, Busku, Sandomierzu, Pińczowie, Chmielniku, Solcu, Stopnicy, Staszowie (1906), Kaliszu (1906-1907), Częstochowie (1907-1908), ponownie Radomiu (1908) oraz Łomży (1908-1909). W latach 1910–1913 przebywała w Piotrkowie Trybunalskim, gdzie grała w zespole męża oraz kierowała występami zespołu dramatycznego w sali kinematografu "Czary".
Przed wybuchem I wojny światowej w wyniku utraty wzroku musiała zrezygnować z aktorstwa. Zamieszkała we Lwowie, a w latach II wojny światowej przeprowadziła się do Domu Artystów Weteranów Scen Polskich w Skolimowie. Została pochowana na tamtejszym cmentarzu parafialnym.
Z małżeństwa z Czesławem miała córkę Irenę (1905–1976) – aktorkę, reżyserkę i dziennikarkę.